# Barbados (Band)
Barbados ist eine Band aus Schweden, die sich 1992 in Göteborg formiert hatte. Die Gruppe spielt in der Hauptsache Dansbandspop, eine in Schweden populäre und teils auch in Deutschland bekannte Musikrichtung (beispielsweise durch die Band Vikinger).

## Werdegang
Die Band ist insgesamt viermal mit Songs beim Melodifestivalen angetreten und erreichte dabei folgende Platzierungen:
- 2000: Se mig, 2. Platz
- 2001: Allt som jag ser, 2. Platz
- 2002: Världen utanför, 4. Platz
- 2003: Bye, Bye, 10. Platz

Zu den bekanntesten Liedern von Barbados gehören unter anderem Hold Me, Belinda, Grand Hotell, Rosalita, Vi kan inte va tillsammans – vi kan inte va isär und Kom Hem. Die Band gab insgesamt elf Alben heraus, daneben auch ein Musikvideo und elf Singles. Barbados wurde mit drei Grammis ausgezeichnet.
Barbados wechselte in der Bandgeschichte zweimal den Sänger und die Musiker am Keyboard. Magnus Carlsson war als Gründungsmitglied von 1992 bis 2002 Leadsänger der Band. 2003 wurde er von Mathias Holmgren ersetzt, der Barbados nach 2004 verließ. 2005 kam dann Chris Lindh, der seit Anfang 2007 nicht mehr der Band angehört. Keyboard spielte Henrik Rubensson von 1992 bis 1995 sowie Mattias Berggren (von 1995 bis 2006). Die übrigen Mitglieder sind seit der Gründung von Barbados dabei.

## Diskografie

### Alben
| Jahr | Titel                      | Höchstplatzierung, Gesamtwochen, AuszeichnungChartsChartplatzierungen (Jahr, Titel, Platzierungen, Wochen, Auszeichnungen, Anmerkungen) | Anmerkungen              |
| Jahr | Titel                      | SE | Anmerkungen              |
| ---- | -------------------------- | --- | ------------------------ |
| 1998 | Nu kommer flickorna        | SE32 Gold · (3 Wo.)SE | Sänger: Magnus Carlsson  |
| 1999 | Belinda                    | SE16 Gold · (6 Wo.)SE | Sänger: Magnus Carlsson  |
| 1999 | Rosalita                   | SE6 Platin · (20 Wo.)SE | Sänger: Magnus Carlsson  |
| 2000 | Kom hem                    | SE4 Platin · (25 Wo.)SE | Sänger: Magnus Carlsson  |
| 2001 | Collection 1994-2001       | SE8 Gold · (12 Wo.)SE | Sänger: Magnus Carlsson  |
| 2002 | Världen utanför            | SE2 Gold · (11 Wo.)SE | Sänger: Magnus Carlsson  |
| 2003 | Hela himlen                | SE13 (7 Wo.)SE | Sänger: Mathias Holmgren |
| 2005 | Best Of Barbados 1994-2004 | SE7 (7 Wo.)SE |                          |
| 2005 | Stolt                      | SE41 (1 Wo.)SE | Sänger: Chris Lindh      |
| 2011 | Efterlyst                  | SE13 (4 Wo.)SE |                          |

Weitere Alben mit Magnus Carlsson
- Barbados (1994)
- The Lion Sleeps Tonight (1997)
- When the Summer is Gone (2000)
- Best of (nur Norwegen 2000)
- Rewind (2003)

### Singles
| Jahr | Titel Album                  | Höchstplatzierung, Gesamtwochen, AuszeichnungChartsChartplatzierungen (Jahr, Titel, Album, Platzierungen, Wochen, Auszeichnungen, Anmerkungen) | Anmerkungen |
| Jahr | Titel Album                  | SE | Anmerkungen |
| ---- | ---------------------------- | --- | ----------- |
| 2000 | Se mig –                     | SE23 (11 Wo.)SE |             |
| 2000 | Happy People Kom hem         | SE43 (3 Wo.)SE |             |
| 2000 | The Remix Project –          | SE58 (2 Wo.)SE |             |
| 2000 | Kom hem                      | SE19 (15 Wo.)SE |             |
| 2001 | Secret –                     | SE44 (1 Wo.)SE |             |
| 2001 | Allt som jag ser –           | SE7 (12 Wo.)SE |             |
| 2001 | Disco King –                 | SE51 (2 Wo.)SE |             |
| 2002 | Världen utanför              | SE14 (9 Wo.)SE |             |
| 2002 | Ung och vild Världen utanför | SE38 (9 Wo.)SE |             |
| 2003 | Bye Bye –                    | SE22 (6 Wo.)SE |             |
| 2004 | Hela himlen                  | SE26 (1 Wo.)SE |             |
| 2008 | Vinterstorm –                | SE57 (1 Wo.)SE |             |